# Monte Cobetas
El monte Cobetas es un monte de la ciudad vasca de Bilbao, en el norte de España. En sus laderas se encuentra situado el barrio bilbaíno de Altamira, y desde su cima hay una magnífica panorámica de la ciudad.
Las campas del monte Cobetas son el lugar elegido para la celebración del macrofestival Bilbao BBK Live, que ya cuenta con cinco ediciones, y para el Kobetasonik, que cuenta con una edición.

## Comunicaciones
Bilbobus:
| Línea | Recorrido               | Frecuencia (minutos)           |
| ----- | ----------------------- | ------------------------------ |
| 58    | Monte Caramelo - Atxuri | 15´; sábados 20'; domingos 30' |

## Galería

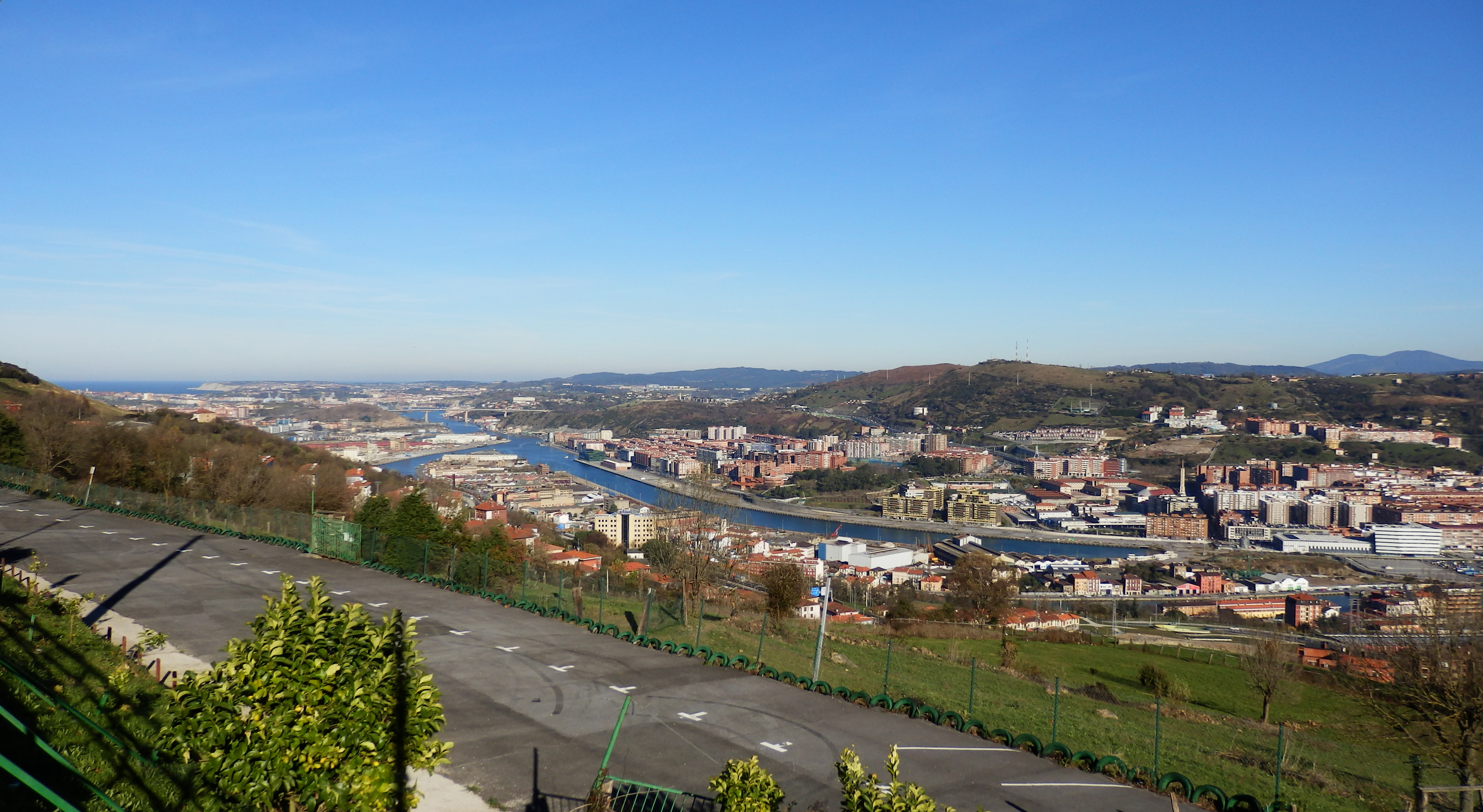
Vista en dirección norte desde el monte Kobetas, con el mar Cantábrico en último término.
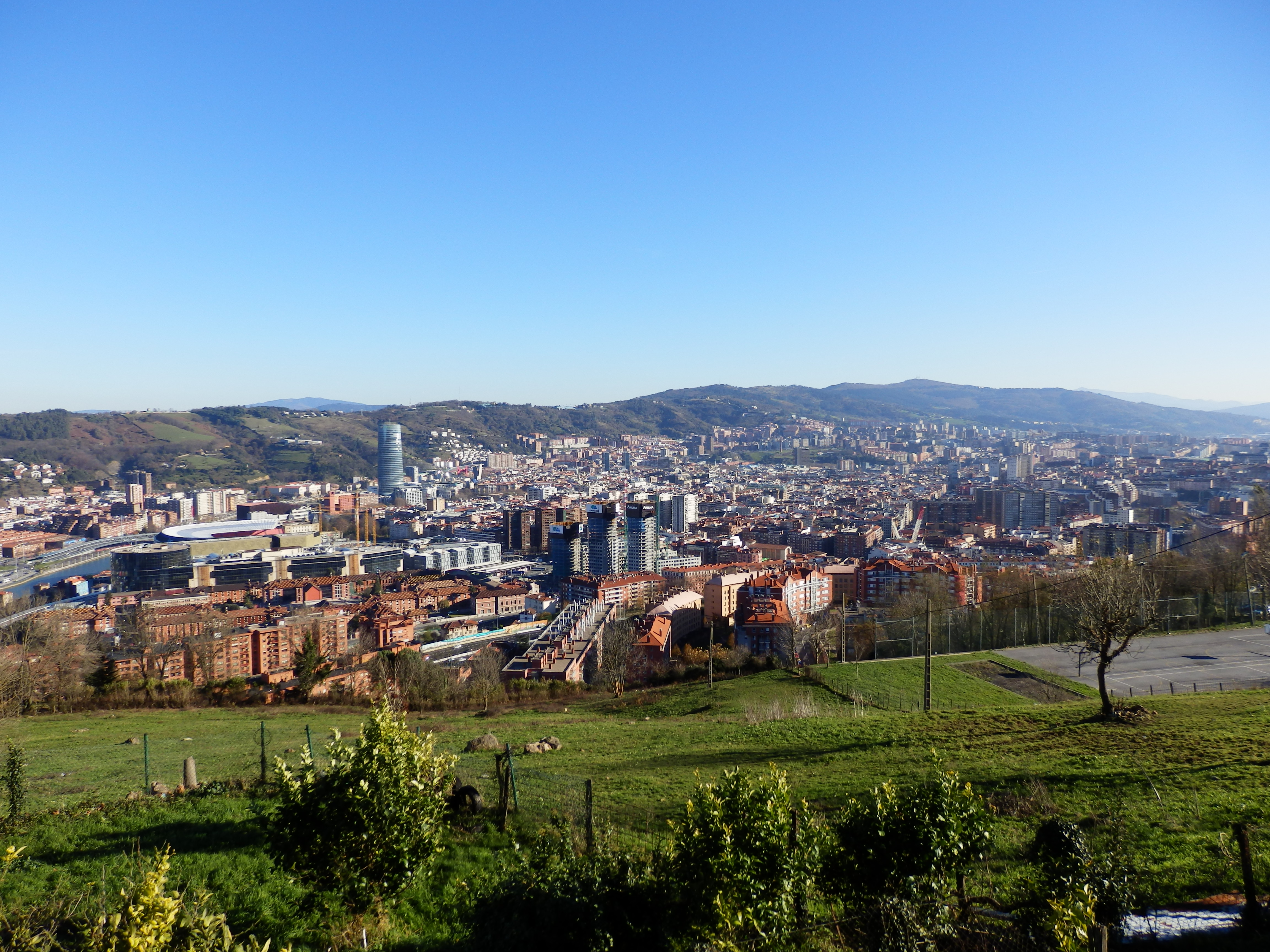
Vista de Bilbao desde el monte Kobetas.

- Datos: Q6920195